# Шиэн, Лоуренс Джозеф
Лоуренс Джозеф Шиэн (англ. Lawrence Joseph Shehan; 18 марта 1898, Балтимор, США — 26 августа 1984, там же) — американский кардинал. Титулярный епископ Лидды и вспомогательный епископ Балтимора и Вашингтона с 17 ноября 1945 по 15 марта 1947. Вспомогательный епископ Балтимора с 15 марта 1947 по 25 августа 1953. Генеральный викарий Балтимора с 25 февраля 1948 по 25 августа 1953. Епископ Бриджпорта с 25 августа 1953 по 29 сентября 1961. Титулярный архиепископ Никополи аль Несто и коадъютор Балтимора с 29 сентября по 8 декабря 1961. Архиепископ Балтимора с 8 декабря 1961 по 2 апреля 1974. Кардинал-священник с 22 февраля 1965, с титулом церкви Сан-Клементе с 25 февраля 1965.